# 聖公會基福小學

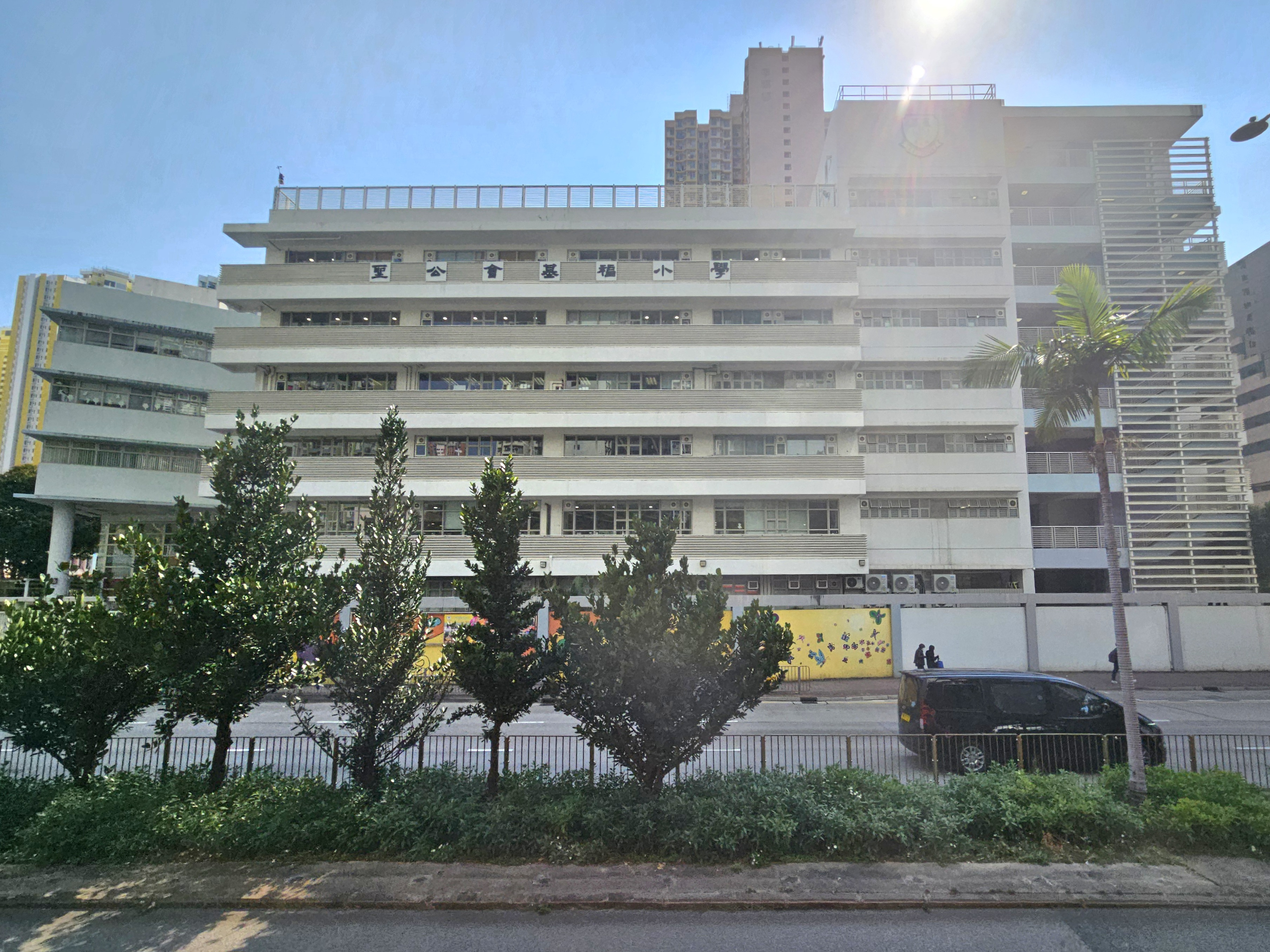
聖公會基福小學，正前方道路為長沙灣道

聖公會基福小學（英語：S.K.H. Kei Fook Primary School）為一所男女全日制小學，位於深水埗長沙灣道555號，由聖公會基愛小學下午校及聖公會聖紀文小學下午校合併而成，並於2005年9月1日創校，屬於政府津貼類型小學，為聖公會暨監理委員會屬校之一。學校設備完善，總面積約8000平方米。
學校每年每級皆有戶外學習日，小六更設有畢業生訓練營。
此校除英文科外，教學語言皆為中文，另精英班（A、B班）的中文科以普通話授課。

## 歷史
2002年：聖公會小學監理委員會積極響應教育局將全港小學逐步轉為全日制辦學之計劃，為屬下半日制小學研究轉制的推行方案。在小學監理委員會帶領下，聖公會基愛小學及聖公會聖紀文小學兩校校董會決定聯合編寫辦學計劃書，向教育局申請新校舍，籌建一所大型的全日制小學，合併兩校下午校，供學生繼續學業。不負所望，二零零二年校董會成功獲教育局分配了一所位於深水埗的新校舍。為了感謝上主基督的厚恩，而學校正好座落幸福邨旁，遂將新校命名為聖公會基福小學。
2005年：聖公會基福小學於二零零五年九月正式創立，為一所設計新穎、校園寬敞之全日制小學。

## 辦學團體
本校辦學團體為聖公宗（香港）小學監理委員會有限公司。

## 歷任校長
1. 陳志榮先生（2005年-2014年）
2. 李穗芳女士（2014年-2019年，由同系的蒙恩小學調任）
3. 何啟安先生（2019年-2021年，由同系的李兆強小學調任）
4. 朱偉基先生（2021年-現在，由同系的阮鄭夢芹銀禧小學調任）

## 外部連結
- 學校網頁 （页面存档备份，存于）